# Diocesi di Diospoli di Tracia
La diocesi di Diospoli di Tracia (in latino Dioecesis Diospolitana in Thracia) è una sede soppressa del patriarcato di Costantinopoli e una sede titolare della Chiesa cattolica.

## Storia
Diospoli di Tracia, identificabile con Jambol nell'odierna Bulgaria, è un'antica sede vescovile della provincia romana di Tracia nella diocesi civile omonima. Faceva parte del patriarcato di Costantinopoli ed era suffraganea dell'arcidiocesi di Filippopoli.
Sono due i vescovi attribuiti a quest'antica diocesi. Severo, episcopus a Cabula, prese parte al concilio di Sardica nel 343/344. Alessandro fu accusato di sodomia e a causa di ciò mutilato e deposto, nel 528 circa. La diocesi scomparve in seguito all'occupazione della regione ad opera dei Bulgari, ancora pagani, nella seconda metà del VII secolo, che mise fine all'organizzazione ecclesiastica bizantina.
Dal XVIII secolo Diospoli di Tracia è annoverata tra le sedi vescovili titolari della Chiesa cattolica; la sede è vacante dal 29 agosto 1966.

## Cronotassi

### Vescovi greci
- Severo † (menzionato nel 343/344)
- Alessandro † (? - circa 528 deposto)

### Vescovi titolari
I vescovi di Diospoli di Tracia appaiono confusi con i vescovi di Diospoli Inferiore e di Diospoli Superiore, perché nelle fonti citate le cronotassi delle tre sedi, soprattutto quelle relative al XVIII secolo, non sono distinte.
- Giovanni Bortone † (22 dicembre 1727 - 22 luglio 1729 deceduto)
- Augustinus Łubieniecki, O.S.B.M. † (21 gennaio 1730 - ?)
- Jean-Joseph-Georges Deymier, C.M. † (18 febbraio 1937 - 11 aprile 1946 nominato arcivescovo di Hangzhou)
- Marian Jankowski † (19 gennaio 1948 - 6 giugno 1962 deceduto)
- Adriano Mandarino Hypólito, O.F.M. † (22 novembre 1962 - 29 agosto 1966 nominato vescovo di Nova Iguaçu)